# 브라-켓 표기법
브라-켓 표기법(영어: bra-ket notation)은 양자역학에서 양자 상태를 표현하는 표준 표기법으로, 추상적인 벡터와 선형 범함수를 표현하는 데 사용된다.
이 표기법은 꺾쇠괄호 '⟨', '⟩'와 , 수직선 '|' 을 사용하여 표기한다.
오른꺾쇠괄호로 표기한 것을 켓이라고 하며, 주로 열벡터를 나타내고 다음과 같이 쓰인다.
{\displaystyle |\psi \rangle }
왼꺾쇠괄호로 표기한 것을 브라라고 하며, 주로 행벡터를 나타내고, 다음과 같이 쓰인다.
{\displaystyle \langle \phi |}
여기에서 |A⟩는 '켓-A'로 읽고, ⟨A|는 '브라-A'로 읽는다.
유한차원벡터공간에 포함된 브라와 켓에 대하여 일반적으로 다음이 성립한다.
{\displaystyle |A\rangle ={\begin{pmatrix}A_{1}\\A_{2}\\A_{3}\\A_{4}\\\vdots \\A_{N}\\\end{pmatrix}}}
{\displaystyle \langle A|={\begin{pmatrix}A_{1}^{*},&A_{2}^{*},&A_{3}^{*},&A_{4}^{*},&\cdots ,&A_{N}^{*}\end{pmatrix}}}
이때, A*은 A의 켤레 복소수이다.
브라와 켓, 그리고 연산자의 조합은 행렬 곱셈을 표현하는데 사용된다.
브라-켓 표기법은 복소벡터공간에서 벡터의 스칼라곱 또는 벡터 위로의 선형 범함수의 작용을 나타내기 위해 사용된다.
내적이나 작용은 브라-켓 표기법으로 다음과 같이 표현된다.
{\displaystyle \langle \phi {\mid }{\mid }\psi \rangle =\langle \phi {\mid }\psi \rangle }
같은 레이블인(같은 내용물을 가진)브라와 켓은 서로에게 에르미트 수반이다.
쌍대공간의 각 브라 벡터에는 꼭 한 개의 켓벡터가 대응된다는 리스 표현 정리에 의해 〈ψ| 는 다음과 같이 켓벡터 |ψ〉 와 대응되며 잘 정의되어 있다.
{\displaystyle |\psi \rangle \quad {\overset {\mathrm {DC} }{\leftrightarrow }}\quad \langle \psi |}
브라-켓 표기법은 1939년에 폴 디랙에 의해 소개되었기 때문에 디랙 표기법이라고도 한다.
브라-켓 표기법이 생겨나기 100년 전쯤에 헤르만 그라스만이 내적을
{\displaystyle [\phi {\mid }\psi ]}
으로 표기한 전례가 있다.

## 소개
브라-켓 표기법은 선형 대수학의 표기법으로, 특히 유한/무한 차원의 복소 벡터 공간에서의 벡터, 내적, 선형 연산자, 에르미트 수반, 쌍대공간에 초점이 맞추어져있으며, 특히 양자역학에서 자주 사용되는 연산들을 쉽게 하기 위해 설계되었다.
양자역학에서 브라-켓 표기법은 매우 광범위하게 사용되고 있다. 또한 양자역학으로 설명되는 많은 현상들이 브라-켓 표기법을 사용하여 표현된다.
표기법에 대해 간단히 설명하자면, 켓 |m⟩은 열벡터이며, 같은 레이블의 브라 ⟨m| 의 켤레 전치(행벡터)이다. 그리고 브라, 켓, 선형 연산자를 나란히 쓰는 것은 행렬 곱셈을 의미한다. 그러나, 켓은 열벡터로 쓰여지기 어려운 불가산 무한차원 벡터 공간에서 나타날 수도 있다. 또한, 숫자들의 목록으로 열벡터를 쓰기 위해서는 기저가 필요한데, 이에 반해 "|m⟩"이라고 쓰는것은 어떠한 특정한 기저를 정할 필요가 없다. 이러한 특성은 자주 다른 기저(예를 들자면 위치 기저, 운동량기저, 에너지 고유기저 등)로 바꿔야하는 양자역학에서의 계산에 유용하며, 그래서 브라-켓 표기법은 행렬로 쓰이기 어려운 기저벡터를 명시적으로 표현하기에 좋다. 심지어 어떤 상황에서는 중요한 두 기저 벡터가 단순히"|-⟩"와"|+⟩"로 표현될 때도 있다.
일부 물리학자들이 선호하는 내적에 대한 표준 수학적 표기법은 다음의 관계로 브라-켓 표기법과 정확히 같은 뜻을 나타낸다.
{\displaystyle (\phi ,\psi )=\langle \phi {\mid }\psi \rangle ={\bigl (}\langle \phi |{\bigr )}\,{\bigl (}|\psi \rangle {\bigr )},}
브라와 켓은 또한 다른 방법으로 구성되어 등의 다른 뜻을 나타낼 수도 있다. 다음의 구성은 외적을 나타낸다.
{\displaystyle |\psi \rangle \langle \phi |}
또한 행렬 곱셈(즉, 열벡터 곱하기 행벡터는 행렬)을 나타낼 수도 있다.
만약 켓이 벡터공간의 한 원소일 경우, 대응되는 브라는 쌍대공간의 원소이다. — 리스 표현 정리를 참고하라.

## 벡터 공간

### 벡터와 켓의 차이점
수학에서 "벡터"라는 용어는 일반적으로 벡터 공간의 한 원소를 일컫는 데에 사용된다. 하지만 물리학에서 "벡터"라는 용어는 대부분 실세계의 세 차원과 직접적으로 연관되어있는 세 요소를 가지고 있는 물리량(변위, 속도 등)들을 일컫는 데에만 사용된다. 이러한 벡터는 일반적으로 화살표를 위에 표시하거나(r→) 또는 굵게 표시하여 (r) 쓰여진다.
양자역학에서 양자 상태는 일반적으로 추상복소벡터공간의 원소로 표현되는데, 예를 들어 모든 가능한 파동함수(삼차원 공간의 각 점에서 복소수로 대응되는 함수)의 유한 차원 벡터 공간 등이 있다. 그러나 "벡터"라는 용어가 이미 다른 것들을 가리키는데 사용되면서(이전 단락을 참고하라.) 이러한 추상복소수벡터공간의 원소들은 일반적으로 "켓"으로 불리게 되고 켓 표기법을 사용하여 표기하게 되었다.

### 켓 표기법
디랙이 발명한 켓 표기법은 수직선과 꺽쇠괄호를 사용한다(예시: |A⟩). 켓 표기법이 사용된 것들은 "켓"이라고 불리며, |A⟩는 "켓-A"로 읽는다. 이러한 켓들은 선형대수학의 일반적인 법칙을 통해 만들어질 수 있다. 다음의 수식은 그 예시이다.
{\displaystyle {\begin{aligned}|A\rangle &=|B\rangle +|C\rangle \\|C\rangle &=(-1+2i)|D\rangle \\|D\rangle &=\int _{-\infty }^{\infty }e^{-x^{2}}|x\rangle \,\mathrm {d} x\,.\end{aligned}}}
참고로, 어떠한 기호, 문자, 숫자, 심지어 단어라도 레이블로 적절하다면 무엇이든지 켓 안에 레이블로 쓰일 수 있다. 예를 들어, 위 수식의 마지막 줄은 각 실수 x마다 있는 무한히 많은 켓들을 조합해서 만들어진다. 다시 말해서 기호"|A⟩"는 "A" 자체의 의미와 관계 없이  구체적이고도 보편적인 수학적 의미를 가지고 있다. 예를 들어, |1⟩+|2⟩는 |3⟩일 수도 있고, 아닐 수도 있다. 그러나 이해를 돕기 위해서 켓 안의 레이블은 논리적으로 일관성 있게 붙여진다. 예를 들어, 양자역학에서 에너지 고유켓은 일반적이고 관습적으로 양자수를 나열한 것으로 붙여진다.

### 내적과 브라
내적은 일반화된 스칼라곱으로, 두 벡터의 내적은 스칼라이다. 중성 표기법(오로지 내적에만 사용되는 표기법)에서, 내적은 (A, B) 으로 쓰일 수 있다. 여기에서 A와 B는 모두 추상벡터공간의 원소, 즉, 둘 다 켓이다.
|A⟩와 |B⟩의 내적은 브라–켓 표기법으로 다음과 같이 표기할 수 있다.
{\displaystyle (A,B)=\langle A|B\rangle }
브라–켓 표기법은 "브래킷(괄호)"으로 불리는 내적을 다음과 같이 "브라"와 "켓" 두 부분으로 나눌 수 있다.
{\displaystyle \langle A|B\rangle ={\bigl (}\langle A|{\bigr )}\,{\bigl (}|B\rangle {\bigr )}}
여기에서 ⟨A|는 브라로 불리며, "브라-A"로 읽고, |B⟩는 위에서와 같이 켓이다.
내적을 브라와 켓으로 "나누는" 목적은 브라 ⟨A|와 켓 |B⟩는 둘다 , 그 자체로 의미가 있으며, 내적 밖의 다른 맥락에서 사용될 수 있기 때문이다. 브라와 켓을 분리하는 의미는 크게 두가지가 있지만, 표현 ⟨A|B⟩는 아래에 있는 두번째 해석, 즉, 선형 범함수의 작용으로 해석된다.

#### 브라와 켓을 행벡터와 열벡터로 해석
고정된 정규 직교 기저를 사용하는 유한차원 벡터공간에서, 내적은 다음과 같이 행벡터와 열벡터의 행렬 곱셈으로 쓰일 수 있다.
{\displaystyle \langle A|B\rangle \doteq A_{1}^{*}B_{1}+A_{2}^{*}B_{2}+\cdots +A_{N}^{*}B_{N}={\begin{pmatrix}A_{1}^{*}&A_{2}^{*}&\cdots &A_{N}^{*}\end{pmatrix}}{\begin{pmatrix}B_{1}\\B_{2}\\\vdots \\B_{N}\end{pmatrix}}}
이를 바탕으로 하면, 브라와 켓은 다음과 같이 정의될 수 있다.
{\displaystyle {\begin{aligned}\langle A|&\doteq {\begin{pmatrix}A_{1}^{*}&A_{2}^{*}&\cdots &A_{N}^{*}\end{pmatrix}}\\|B\rangle &\doteq {\begin{pmatrix}B_{1}\\B_{2}\\\vdots \\B_{N}\end{pmatrix}}\end{aligned}}}
그리고 이러한 정의에서는 브라 옆에 켓을 놓는 것이 행렬 곱셈의 의미를 갖는다는 것을 암시한다.
브라의 켤레 전치(에르미트 수반으로도 알려져 있다.)는 켓과 일치하고, 그 반대의 경우도 마찬가지이다.
{\displaystyle \langle A|^{\dagger }=|A\rangle ,\quad |A\rangle ^{\dagger }=\langle A|}
왜냐하면 다음과 같은 브라,
{\displaystyle {\begin{pmatrix}A_{1}^{*}&A_{2}^{*}&\cdots &A_{N}^{*}\end{pmatrix}}\,,}
가 있을 때, 켤레 복소수를 취하고 행렬을 전치하면 다음과 같은 켓이 되기 때문이다.
{\displaystyle {\begin{pmatrix}A_{1}\\A_{2}\\\vdots \\A_{N}\end{pmatrix}}}

#### 브라를 선형범함수로 해석
무한차원공간으로 일반화하기에 더 쉬운, 동치의 추상적인 정의는 브라를 켓의 공간에서의 선형 범함수로, 즉, 켓을 입력으로 하고 복소수를 출력하는 선형 변환으로 정의하는 것이다. 브라로 표현되는 선형 범함수는 내적과 똑같이 정의된다. 따라서, 만약 ⟨A|가 리스 표현 정리 아래에서 |A⟩와 상응하는 선형 범함수라면 다음과 같이 함수로 표시할 수 있다.
{\displaystyle \langle A|B\rangle =\langle A|{\bigl (}|B\rangle {\bigr )}}
즉, 이것 또한 내적과 똑같은 복소수를 만들어낸다. 우변의 표현은 여전히 두개의 켓을 포함하지만 내적이 아니다. 이러한 내용이 혼란스러울 수는 있지만, 결국 같은 숫자가 만들어지므로 내적으로 계산해도 큰 문제는 없다.
수학 용어에서, 브라의 벡터 공간은 켓의 벡터공간의 쌍대 공간이며, 상응하는 브라와 켓은 리스 표현 정리에 따라 연관되어 있다.

### 규격화 불가능 상태와 비힐베르트 공간에서의 브라-켓 표기법
브라–켓 표기법은 힐베르트 공간이 아닌 벡터 공간에서도 사용될 수 있다.
양자역학에서, 무한의 노름을 가지고 있는 켓, 즉, 규격화 불가능 파동함수들은 관습적으로 쓰이고 있다. 예시로는 디랙 델타 함수나 무한 평면파가 파동 함수로 사용되는 상태 등이 있다. 기술적으로, 이러한 상태는 힐베르트 공간에 속하지 않는다. 그러나, "힐베르트 공간"의 정의는 이러한 상태들을 포함하도록 확장될 수 있다.(겔판트-나이마르크-세갈 구성과 조작된 힐베르트 공간을 참고하라.) 브라–켓 표기법은 이러한 넓은 맥락에서도 비유적으로 사용될 수 있다.
바나흐 공간은 힐베르트공간의 다른 정규화이다. 바나흐 공간 B에서, 벡터는 켓으로, 선형 범함수는 브라로 표기될 수 있다. 사실, 위상 공간이 아닌 어떠한 벡터공간에서도 벡터를 켓으로 선형 범함수를 브라로 표기하는 것이 가능하다. 이러한 더 일반적인 맥락에서 꺾쇠괄호는 리스 표현 정리가 적용될 수 없기 때문에 더 이상 내적의 의미를 가질 수 없다.

## 양자역학에서의 사용
양자역학의 수학적 구조들의 대부분은 선형대수학을 기반으로 한다.
- 파동 함수 및 다른 양자상태는 복소수 힐베르트 공간의 벡터로 표현될 수 있다.(이 힐베르트 공간의 정확한 구조는 상황에 따라 다르다.) 브라-켓 표기법에서의 예를 들자면 하나의 전자는 "상태" |ψ⟩에 존재할 수 있다. (기술적으로, 양자상태는 힐베르트 공간위에서 벡터 방향으로의 반직선이기 때문에, 0이 아닌 복소수 c 에 대해 c|ψ⟩ 또한 같은 상태에 대응된다.)
- 양자적 중첩상태는 중첩상태를 구성하는 상태들의 벡터 합으로 표현될 수 있다. 예를 들어, 전자가 |1⟩ + |2⟩인 상태에 있는 것은 상태 |1⟩ 과 상태 |2⟩가 중첩된 상태에 있다는 것이다.
- 관측은 양자상태의 힐베르트 공간 위에서의 선형연산과 연관된다. 이는 관측가능량이라고도 불린다.
- 동역학은 힐베르트 공간에서의 선형 연산자로 설명되기도 한다. 예를 들어, 슈뢰딩거 묘사에는 하나의 전자가 지금 상태 |ψ⟩에 있을 때 모든 가능한 |ψ⟩에 대해 적용되는 선형 시간 변화 연산자 U가 있어 약간의 시간 뒤의 상태를 U|ψ⟩로 표시한다.
- 파동함수 규격화는 파동 함수의 노름을 1로 맞추는 작업이다.

벡터와 선형 연산자를 포함한 양자역학의 모든 계산은 사실상 브라-켓 표기법으로 표기될 수 있다. 아래는 그에 대한 몇 가지 예시이다.

### 스핀이 없는 위치공간 파동함수
스핀-0 점입자의 힐베르트 공간은 "공간기저" { |r⟩ }위에 펼쳐져있으며, 이때 레이블 r은 모든 점들의 위치 공간의 집합으로 확장된다. 이 레이블은 몇몇 기저 상태에서 작용하는 위치 연산자의 고유값, {\displaystyle {\hat {\mathbf {r} }}|\mathbf {r} \rangle =\mathbf {r} |\mathbf {r} \rangle }이다. 불가산 무한한 수의 벡터의 원소는 기저에 있는, 이것은 불가산 무한 차원 힐베르트 공간. 힐베르트 공간의 차원(일반적으로 무한한) 그리고 위치 공간(보통 1,2,3)은 섞이지 않는다.
이러한 힐베르트 공간에서 시작하는 어느 켓 |Ψ⟩ 에 대해 다음과 같이 파동함수로도 알려져 있는 스칼라 함수 r을 정의할 수 있다.
{\displaystyle \Psi (\mathbf {r} )\ {\stackrel {\text{def}}{=}}\ \langle \mathbf {r} |\Psi \rangle \,.}
왼쪽의 Ψ(r)은 공간상의 어느 점으로부터 복소수로의 대응이며, 오른쪽의 |Ψ⟩ = ∫ d3r Ψ(r) |r⟩는 켓이다.
그 다음에는 관습적으로 파동함수(켓)에 작용하는 선형 연산자를 다음과 같은 방법으로 정의한다.
{\displaystyle A\Psi (\mathbf {r} )\ {\stackrel {\text{def}}{=}}\ \langle \mathbf {r} |A|\Psi \rangle \,.}
예를 들어, 운동량 연산자 p 는 다음과 같은 형태이다.
{\displaystyle \mathbf {p} \Psi (\mathbf {r} )\ {\stackrel {\text{def}}{=}}\ \langle \mathbf {r} |\mathbf {p} |\Psi \rangle =-i\hbar \nabla \Psi (\mathbf {r} )\,.}
간혹 다음과 같은 표현을 만나게 될 때도 있다.
{\displaystyle \nabla |\Psi \rangle }
하지만 이것은 표기법의 남용이다. 미분 연산자는 반드시 위치기저
{\displaystyle \nabla \langle \mathbf {r} |\Psi \rangle }
에 사영되는, 켓에 작용하는, 파동함수를 미분하는 효과를 가진 추상적인 연산자로 이해되어야한다.
그럼에도 불구하고, 운동량 기저에서, 연산자는 iħp 와 같이 단순한 곱셈 연산자에 해당한다.

### 상태의 중첩
양자 역학에서 식 ⟨φ|ψ⟩은 일반적으로 상태ψ가 상태 φ으로 붕괴할 확률 진폭으로 해석된다. 수학적으로는 ψ가 φ으로 사영될 때의 계수를 의미한다. 또한 그것은 상태 ψ의 상태 φ로의 사영을 의미한다.

### 스핀-⁠1/2⁠입자에 대한 기저 변환
정적인 스핀-⁠1/2⁠ 입자는 이차원 힐베르트 공간을 가진다. 그 공간의 정규 직교 기저 가운데 하나는 다음과 같다.
{\displaystyle |{\uparrow }_{z}\rangle \,,\;|{\downarrow }_{z}\rangle }
여기에서, |↑z⟩ 가 각운동량 연산자 Sz 의 값이 확실히 +⁠1/2⁠인 상태이고, |↓z⟩는  각운동량 연산자 Sz 의 값이 확실히 -⁠1/2⁠인 상태이다.
이러한 기저를 통해, 입자의 어떠한 양자 상태도 두 기저의 선형결합(즉, 양자 중첩)으로 다음과 같이 표현할 수 있다.
{\displaystyle |\psi \rangle =a_{\psi }|{\uparrow }_{z}\rangle +b_{\psi }|{\downarrow }_{z}\rangle }
이때 aψ 와 bψ 는 복소수이다.
다음처럼 같은 힐베르트 공간에 대한 다른 기저도 존재한다.
{\displaystyle |{\uparrow }_{x}\rangle \,,\;|{\downarrow }_{x}\rangle }
이 상태들은Sz 대신 Sx의 관점에서 정의된 것이다.
또한, 입자의 어떠한 상태도 위의 두 기저의 선형 결합으로 다음과 같이 표현할 수 있다.
{\displaystyle |\psi \rangle =c_{\psi }|{\uparrow }_{x}\rangle +d_{\psi }|{\downarrow }_{x}\rangle }
어떠한 기저를 사용하는지에 따라 다음과 같이 다른 벡터형식으로 다음과 같이 쓰일 수 있다.
{\displaystyle |\psi \rangle \doteq {\begin{pmatrix}a_{\psi }\\b_{\psi }\end{pmatrix}}\quad {\text{또는}}\quad |\psi \rangle \doteq {\begin{pmatrix}c_{\psi }\\d_{\psi }\end{pmatrix}}}
다시 말해서, 벡터의 "좌표"는 사용된 기저에 의존한다.
이것은 aψ, bψ와 cψ, dψ의 수학적 관계이다. 자세한 내용은 기저 변환을 참고하라.

### 잘못된 사용
표기법의 몇가지 관례와 오용이 물리학계에서 일반적으로 받아들여지고 있지만 이러한 표기법은 혼동을 일으킬 여지가 있다.
같은 방정식에서 레이블과 상수로 같은 기호를 사용하는 것은 일반적이다. 예를 들어, {\displaystyle {\hat {\boldsymbol {\alpha }}}|\alpha \rangle =\alpha |\alpha \rangle }에서 기호 {\displaystyle \alpha }는 동시에 연산자의 이름 α̂, 고유벡터 |α⟩ 그리고 연관된 고유값 α로 사용되었다.
벡터의 요소를 표기할 때 이와 비슷한 일이 발생한다. 동 Ψ (대문자)는 전통적으로 파동함수와 연관되었고, ψ (소문자)는 같은 맥락에서 파동함수 또는 복소상수 레이블을 표시하는데 사용되며, 아래첨자에 의해서만 구분된다.
주된 남용은 벡터 레이블 안에 연산을 포함하는 것이다. 이러한 남용은 벡터의 크기변환을 빠르게 표기하기 위해 사용된다. 즉, 만약 벡터 |α⟩가 √2배 크기변환될 때, 이것을 |α/√2⟩으로 표시하는 셈이다. 그러나 이러한 표기법은 말이 되지 않는다. 왜냐하면 α 가 함수나 숫자가 아닌 레이블(이름)이기 때문에 연산을 수행할 수 없기 때문이다.
이러한 오용은 |α⟩ = |α/√2⟩1 ⊗ |α/√2⟩2와 같이 벡터를 텐서곱으로 표현할 때 레이블의 일부가 표기법의 바깥으로 나가는 경우가 일반적이다. 여기에서, 서로 다른 뜻을 갖고있는 세 벡터의 레이블의 일부분이 아래첨자 1, 2와 같이 켓의 바깥으로 이동했다. 그리고 α가 첫 번째 벡터의 노름(벡터의 크기)을 의미하는 것으로 오용되었다.

## 선형 연산자

### 켓에 작용하는 선형 연산자
켓을 입력으로 하고 켓을 출력으로 하는 선형 연산자를 맵이라고 한다. ("선형"으로 불리기 위해서는 몇 가지 속성이 요구된다.) 다시 말해서, 만약 A가 선형 연산자이고 |ψ⟩가 켓일 때, A|ψ⟩은 또다른 켓이다.
N-차원 힐베르트 공간에서, |ψ⟩  는 N × 1 열벡터로 쓰일 수 있으며, A는 복소수 항목을 포함한 N × N 행렬로 쓰일 수 있다. 켓 A|ψ⟩는 일반적인 행렬 곱셈으로 계산될 수 있다.
선형 연산자는 양자역학 이론의 어떠한 부분에도 존재한다. 예를 들어, 에너지나 운동량 같은 관측가능량은 자기 수반 연산자로 표현되며, 변화 과정은 회전이나 시간의 진행과 같은 유니터리 선형 연산자로 표현된다.

### 브라에 작용하는 선형 연산자
연산자는 브라의 오른쪽에서 작용하는 것으로 표기된다. 특히, 만약 A가 선형 연산자이고,  ⟨φ|가 브라이면, ⟨φ|A는 규칙에 따라 다음과 같이 정의되는 또 다른 브라이다.
{\displaystyle {\bigl (}\langle \phi |{\boldsymbol {A}}{\bigr )}|\psi \rangle =\langle \phi |{\bigl (}{\boldsymbol {A}}|\psi \rangle {\bigr )}}
(다른 말로 함수의 합성이다.) 이 표현은 일반적으로 다음과 같이 쓰인다.(에너지 내적을 참고하라.)
{\displaystyle \langle \phi |{\boldsymbol {A}}|\psi \rangle \,.}
N-차원 힐베르트 공간에서, ⟨φ|는  1 × N 행벡터로 쓰일 수 있고,,(이전 단락에서와 같은) A 는 N × N 행렬으로 쓰일 수 있다. 그러고 나면 브라 ⟨φ|A 는 일반적인 행렬 곱셈으로 계산될 수 있다.
만약 같은 상태 벡터가 다음과 같이 브라와 켓쪽에 둘다 나타나면
{\displaystyle \langle \psi |{\boldsymbol {A}}|\psi \rangle \,,}
이 표현은 상태 |ψ⟩에 있는 물리학 계에 대해 관측 가능한 표현 연산자 A의 기대값 또는 평균을 나타낸다.

### 외적
힐베르트 공간 H 에서 선형 연산자를 정의하는 편리한 방법은 외적으로 정의하는 것이다. 만약 ⟨φ|가 브라이고 |ψ⟩이 켓이면, 외적
{\displaystyle |\phi \rangle \,\langle \psi |}
은 다음과 같은 규칙에 따라 계급-1 연산자를 나타낸다.
{\displaystyle {\bigl (}|\phi \rangle \langle \psi |{\bigr )}(x)=\langle \psi |x\rangle |\phi \rangle }.
유한차원 벡터 공간에 대해, 외적은 간단한 행렬 곱셈으로 이해할 수 있다.
{\displaystyle |\phi \rangle \,\langle \psi |\doteq {\begin{pmatrix}\phi _{1}\\\phi _{2}\\\vdots \\\phi _{N}\end{pmatrix}}{\begin{pmatrix}\psi _{1}^{*}&\psi _{2}^{*}&\cdots &\psi _{N}^{*}\end{pmatrix}}={\begin{pmatrix}\phi _{1}\psi _{1}^{*}&\phi _{1}\psi _{2}^{*}&\cdots &\phi _{1}\psi _{N}^{*}\\\phi _{2}\psi _{1}^{*}&\phi _{2}\psi _{2}^{*}&\cdots &\phi _{2}\psi _{N}^{*}\\\vdots &\vdots &\ddots &\vdots \\\phi _{N}\psi _{1}^{*}&\phi _{N}\psi _{2}^{*}&\cdots &\phi _{N}\psi _{N}^{*}\end{pmatrix}}}
이때 외적은 선형 연산자로 볼 수 있는 N × N 행렬이다.
외적의 사용 용도 가운데 하나는 사영작용소를 구성하는 것이다. 노름이 1인 주어진 켓 |ψ⟩에 대해, |ψ⟩에 펼쳐진 하위공간으로의 직교사영은 다음과 같다.
{\displaystyle |\psi \rangle \,\langle \psi |\,.}

### 에르미트 수반 연산자
브라와 켓이 서로 변환될 수 있는 것처럼(|ψ⟩를 ⟨ψ|으로 만듦으로써), A|ψ⟩에 상응하는 쌍대공간의 원소는 ⟨ψ|A†이다. 이때 A† 는 연산자 A의 에르미트 수반이다. 다시말해,
{\displaystyle |\phi \rangle =A|\psi \rangle \quad {\text{if and only if}}\quad \langle \phi |=\langle \psi |A^{\dagger }\,.}
만약 A 가 N × N 행렬로 표현된다면,  A† 는 A의 켤레전치이다.
A = A†인 자기수반연산자는 양자역학에서 중요한 역할을 한다. 예를 들어, 관측가능량은 항상 자기수반연산자로 표현된다. 만약 A 가 자기수반연산자이면, ⟨ψ|A|ψ⟩는 항상 실수이다(복소수가 아니다). 이것은 관측가능량의 기댓값이 실수임을 의미한다.

## 성질
브라-켓 표기법은 선형대수 표현의 조작을 쉽게하기 위해 고안되었다. 여기에는 조작을 쉽게 하는 몇몇 특성들을 목록으로 정리해두었다. 무엇을 다음과 같이, c1과 c2 는 임의의 복소수이고,  c* 는 c의 켤레 복소수를 의미하며, A와 B는 임의의 선형 연산자를 나타내고, 이러한 특성은 브라와 켓 어느 것을 골라도 적용된다.

### 선형성
- 브라가 선형 범함수

{\displaystyle \langle \phi |{\bigl (}c_{1}|\psi _{1}\rangle +c_{2}|\psi _{2}\rangle {\bigr )}=c_{1}\langle \phi |\psi _{1}\rangle +c_{2}\langle \phi |\psi _{2}\rangle \,.}
- 일 때, 덧셈의 정의와 쌍대공간에서의 선형 범함수의 스칼라곱의 정의에 따라 다음과 같다.[6]

{\displaystyle {\bigl (}c_{1}\langle \phi _{1}|+c_{2}\langle \phi _{2}|{\bigr )}|\psi \rangle =c_{1}\langle \phi _{1}|\psi \rangle +c_{2}\langle \phi _{2}|\psi \rangle \,.}

### 연관성
브라-켓 표기법으로 쓰여진 복소수, 브라, 켓, 내적, 외적, 선형 범함수와 연관된 모든 주어진 식에서, 괄호로 묶는것은 어떠한 문제도 되지 않는다(즉, 연결결합법칙 속성을 갖고 있다.). 예를 들어:
{\displaystyle {\begin{aligned}\langle \psi |{\bigl (}A|\phi \rangle {\bigr )}={\bigl (}\langle \psi |A{\bigr )}|\phi \rangle \,&{\stackrel {\text{def}}{=}}\,\langle \psi |A|\phi \rangle \\{\bigl (}A|\psi \rangle {\bigr )}\langle \phi |=A{\bigl (}|\psi \rangle \langle \phi |{\bigr )}\,&{\stackrel {\text{def}}{=}}\,A|\psi \rangle \langle \phi |\end{aligned}}}
등과 같다. 식의 오른쪽(어떠한 괄호도 없는)과 표현은 중의적이지만 표현되는 것이 허용된다. 왜냐하면 왼쪽의 표현과 같기 때문이다. 참고로 결합성은 물리의 비선형 시간 역전 연산자와 같은 비선형 연산자 표현까지 적용되지는 않는다.

### 에르미트 수반
브라–켓 표기법은 특히 에르미트 수반(또는 데거라고 하며 †으로 표시한다.)의 표현이다. 공식적인 규칙은 다음과 같다:
- 브라의 에르미트 수반은 켓이고, 그 역도 성립한다.
- 복소수의 에르미트 수반은 켤레 복소수이다.
- 모든 것(선형 연산자, 브라, 켓, 숫자)의 에르미트 수반의 에르미트 수반은 그 자신이다. 즉,

{\displaystyle \left(x^{\dagger }\right)^{\dagger }=x\,.}
- 브라-켓 표기법으로 기술된 어떠한 조합의 복소수, 브라, 켓, 내적, 외적, 선형연산자에 대해, 그것의 에르미트 수반은 요소들의 순서를 뒤집고, 각각에 대해 에르미트 수반을 취함으로써 계산할 수 있다.

이러한 규칙은 어떠한 표현에 대해서라도 에르미트 수반을 구하기에 충분하다. 아래는 몇가지 예시이다.
- 켓:

{\displaystyle {\bigl (}c_{1}|\psi _{1}\rangle +c_{2}|\psi _{2}\rangle {\bigr )}^{\dagger }=c_{1}^{*}\langle \psi _{1}|+c_{2}^{*}\langle \psi _{2}|\,.}
- 내적:

{\displaystyle \langle \phi |\psi \rangle ^{*}=\langle \psi |\phi \rangle \,.}
Note ⟨φ|ψ⟩ 가 스칼라,Hermitian 복합 단지는 복잡한 공액,즉
{\displaystyle {\bigl (}\langle \phi |\psi \rangle {\bigr )}^{\dagger }=\langle \phi |\psi \rangle ^{*}}
- 행렬 원소:

{\displaystyle {\begin{aligned}\langle \phi |A|\psi \rangle ^{*}&=\left\langle \psi \left|A^{\dagger }\right|\phi \right\rangle \\\left\langle \phi \left|A^{\dagger }B^{\dagger }\right|\psi \right\rangle ^{*}&=\langle \psi |BA|\phi \rangle \,.\end{aligned}}}
- 외적:

{\displaystyle {\Big (}{\bigl (}c_{1}|\phi _{1}\rangle \langle \psi _{1}|{\bigr )}+{\bigl (}c_{2}|\phi _{2}\rangle \langle \psi _{2}|{\bigr )}{\Big )}^{\dagger }={\bigl (}c_{1}^{*}|\psi _{1}\rangle \langle \phi _{1}|{\bigr )}+{\bigl (}c_{2}^{*}|\psi _{2}\rangle \langle \phi _{2}|{\bigr )}\,.}

## 브라와 켓의 합성
두 힐베르트 공간 V와 W 는 텐서곱을 통해 또다른 공간 V ⊗ W 을 형성할 수 있는데, 이것은 양자역학에서 복합계를 설명하는데 사용된다. 만약 계가 각각 V 와 W 로 설명되는 두개의 부분계의 합성인 경우, 전체 계의 힐베르트 공간은 두 공간의 텐서곱이다. ( 두 부분계가 동일입자인 경우는 예외이며, 이러한 경우, 상황은 약간 더 복잡해진다.)
만약 |ψ⟩가 V에 속한 켓이고, |φ⟩는 W,에 속한 켓일 때, 두 켓의 직접 곱은 V ⊗ W 에 속한 켓이다. 이것은 다음과 같이 다양한 표기법으로 쓰여진다.
{\displaystyle |\psi \rangle |\phi \rangle \,,\quad |\psi \rangle \otimes |\phi \rangle \,,\quad |\psi \phi \rangle \,,\quad |\psi ,\phi \rangle \,.}
이러한 곱의 적용은 양자 얽힘과 EPR 역설을 참고하라.

## 단위 연산자
완비정규직교계(기저)이고,
{\displaystyle \{e_{i}\ |\ i\in \mathbb {N} \}\,,}
인 노름이 내적⟨·,·⟩인 힐베르트 공간H를 고려하자.
기초적인 함수해석에서, 어떠한 켓 |ψ⟩는 다음과 같이 쓰일 수 있다는 것은 알려진 사실이다.
{\displaystyle |\psi \rangle =\sum _{i\in \mathbb {N} }\langle e_{i}|\psi \rangle |e_{i}\rangle ,}
이때 ⟨·|·⟩은 힐베르트 공간 위에서의 내적이다.
이것은 켓의 (복소)스칼라의 교환법칙에 따라 다음의.
{\displaystyle \sum _{i\in \mathbb {N} }|e_{i}\rangle \langle e_{i}|=1\!\!1}
는 반드시 각 벡터를 자기 자신으로 보내는 '항등 연산자'여야 한다.

## 수학자들에 의해 사용된 표기법
브라-켓 표기법을 사용할 때 물리학자가 고려하는 대상은 힐베르트 공간 (완비 내적 공간)이다.
H를 힐베르트 공간이라고 하고, h ∈ H를 H안의 벡터라고 하자. 물리학자들이 |h⟩로 나타내고 싶은 것은 벡터 그 자체이다. 즉,
{\displaystyle |h\rangle \in {\mathcal {H}}}
H*를 H의 쌍대 공간이라고 하자. 이것은  H 위에서의 선형 범함수의 공간이다. 위상 동형 Φ : H → H*는 정의된 모든 g ∈ H에 대해  Φ(h) = φh으로 정의된다.
{\displaystyle \phi _{h}(g)={\mbox{IP}}(h,g)=(h,g)=\langle h,g\rangle =\langle h|g\rangle },
이때, IP(·,·), (·,·), ⟨·,·⟩, 그리고, ⟨·|·⟩는 단지 힐베츠트 공간의(또는 처음 세 표기법의 경우, 내적 공간에서도) 두 원소 사이의 내적을 표현하는 다른 표기법일 뿐이다.
표기의 혼동은 φh, g와 ⟨h|, |g⟩를 각각 식별하는데에서 발생한다. 이것은 문자 그대로 상징적 대체이기 때문이다. φh = H = ⟨h|라고 하고 g = G = |g⟩라고 하자. 이러한 가정은 다음과 같은 식을 제공한다
{\displaystyle \phi _{h}(g)=H(g)=H(G)=\langle h|(G)=\langle h|{\bigl (}|g\rangle {\bigr )}\,.}
괄호를 무시하고 두개의 세로선을 제거한 식을 얻게 된다.

## 참고 서적
- Dirac, P. A. M. (1939). “A new notation for quantum mechanics”. 《Mathematical Proceedings of the Cambridge Philosophical Society》 35 (3): 416–418. Bibcode:1939PCPS...35..416D. doi:10.1017/S0305004100021162.니다. 또한 자신의 표준 텍스트, 양자 역학의 원리,IV edition Clarendon Press(1958년), ISBN 978-0198520115
- Grassmann, H. (1862). 《Extension Theory》. History of Mathematics Sources. 2000 translation by Lloyd C. Kannenberg. American Mathematical Society, London Mathematical Society.
- Cajori, Florian (1929). 《A History Of Mathematical Notations Volume II》. Open Court Publishing. 134쪽. ISBN 978-0-486-67766-8.
- Shankar, R. (1994). 《Principles of Quantum Mechanics》 2판. ISBN 0-306-44790-8.
- Feynman, Richard P.; Leighton, Robert B.; Sands, Matthew (1965). 《The Feynman Lectures on Physics》 III. Reading, MA: Addison-Wesley. ISBN 0-201-02118-8.

## 같이 보기
- 각 운동량 다이어그램(양자역학)
- n-틈새 간섭식
- 양자 상태
- 내적